# Geertruyt van Veen
Geertruyt van Veen (geboren um 1600; gestorben 1637 in Den Haag) war eine niederländische Malerin.

## Leben und Werk
Geertruyt van Veen wurde um 1600 geboren. Ihr Vater, der Anwalt und Maler Pieter van Veen (1563–1629) stammte aus einer angesehenen Familie, ihre Mutter war Jacobmina van Ruyven († 1653). Sie hatte vier Brüder und drei Schwestern und gehörte mit ihrem Bruder, dem Maler Cornelis (* 1602), zu den älteren der Geschwister. Eine ihrer jüngeren Schwestern war die Malerin Apollonia van Veen. Ihr Onkel der Maler Otto van Veen, war Lehrer von Peter Paul Rubens.
Sie lebte Ende der 1620er Jahre mit ihren Geschwistern Apollonia und Tymen in Alkmaar, wohin ihre Schwester Maria nach ihrer Heirat gezogen war. Im Gegensatz zu ihren Eltern und den anderen Geschwistern waren Apollonia, Geertruyt und Tymen überzeugte Katholiken. Aus überlieferten Briefen geht hervor, dass sie von Alkmar aus versuchten, die restliche Familie vom Katholizismus zu überzeugen. Ihren Vater bekehrten sie auf seinem Sterbebett. Ihr ältester Bruder Cornelis übernahm nach dem Tod des Vaters die Verwaltung des Anwesens. Dabei verhielt er sich schlecht gegenüber der Familie. Er misshandelte die Mutter und weigerte sich, die Grundsteuer zu bezahlen. Apollonia beschwor ihn weinend, der Familie nicht eine solche Schande zuzufügen. Schließlich wurden einige Gemälde im Rathaus verkauft, um die Schulden zu begleichen.
Geertruyt van Veen starb 1637 in Den Haag.